# Centro de interpretación de la Sierra del Sueve
El centro de interpretación de la Sierra del Sueve es un museo sobre la sierra del Sueve situado en las antiguas escuelas de la parroquia de Gobiendes, en el concejo asturiano de Colunga, en España. Organiza jornadas de divulgación de las características de la zona y visitas a la sierra del Sueve guiadas por biólogos. El tema de las jornadas y las visitas varía con la época del año. 
Los visitantes, llegados desde cualquier parte del mundo, tendrán acceso a la información de los contenidos, tanto en español como en inglés y, se han editado también guías en lenguaje braille, para facilitar la visita a los usuarios/as invidentes.
En las instalaciones se pueden ver mediante fotografías, multimedias y un vídeo algunas de las características más significativas de la geología, la flora y la fauna de esta reserva protegida de la sierra del Sueve asturiano.
Al lado del centro de interpretación, a escasos 200 metros, se sitúa la iglesia de Santiago, obra de arte prerrománico.
Desde el centro de interpretación, también se pueden contratar diferentes actividades para conocer la sierra, como rutas interpretadas o alquiler de bicicletas.